# برایس مندس
برایس مندس (اسپانیایی: Brais Méndez‎؛ زادهٔ ۷ ژانویهٔ ۱۹۹۷) بازیکن فوتبال اهل اسپانیا است که در پست هافبک برای باشگاه فوتبال رئال سوسیداد بازی می‌کند.
وی همچنین در تیم‌های ملی فوتبال زیر ۱۷ سال اسپانیا، زیر ۱۸ سال اسپانیا، زیر ۲۱ سال اسپانیا و تیم بزرگسالان اسپانیا بازی کرده‌است.